# كوجان (دودانغة)
کوجان (بالفارسية: کوجان) هي قرية تقع في إيران في قسم دودانغة الریفي. يقدر عدد سكانها بـ 23 نسمة.